# Старі Валки
Старі Ва́лки — село в Україні, у Валківській міській громаді Богодухівського району Харківської області. Населення становить 99 осіб. До 2020 орган місцевого самоврядування — Гонтово-Ярська сільська рада.

## Географія
Село Старі Валки знаходиться на лівому березі річки Мжа, нижче за течією за 4 км розташоване м. Валки, на протилежному березі розташоване село Кузьмівка.

## Історія
Село засноване 1663 року.
За даними на 1864 рік на казенному хуторі Старо-Волківському Валківського повіту Харківської губернії мешкало 382 особи (180 чоловічої статі та 202 — жіночої), налічувалось 39 дворових господарств.
Станом на 1885 рік на колишньому державному хуторі Валківської волості мешкало 525 осіб, налічувалось 81 дворове господарство.
За переписом 1897 року кількість мешканців зросла до 751 особи (373 чоловічої статі та 378 — жіночої), з яких всі — православної віри.
12 червня 2020 року, розпорядженням Кабінету Міністрів України № 725-р «Про визначення адміністративних центрів та затвердження територій територіальних громад Харківської області», увійшло до складу Валківської міської громади.
19 липня 2020 року, в результаті адміністративно-територіальної реформи та ліквідації Валківського району, село увійшло до складу Богодухівського району.